# Joël Tiehi
Joël Tiehi (Abiyán, Costa de Marfil; 12 de junio de 1964) es un exfutbolista de Costa de Marfil que jugaba en la posición de delantero centro.

## Carrera

### Club
| Periodo   | Club                     |
| --------- | ------------------------ |
| 1984-1987 | Stade d'Abidjan          |
| 1987-1994 | Le Havre AC              |
| 1994-1996 | RC Lens                  |
| 1996-1997 | FC Martigues             |
| 1997      | Saint-Denis Saint-Leu FC |
| 1997–1998 | Toulouse FC              |
| 1998–2001 | Al-Jazira Club           |
| 2001–2003 | Al Ain FC                |

### Selección nacional
Jugó para Costa de Marfil en 50 ocasiones de 1984 a 1999 y anotó 28 goles; su primer partido lo jugó el 4 de noviembre de 1984 en la derrota por 2-3 ante Gambia en Banjul por la clasificación de CAF para la Copa Mundial de Fútbol de 1986, partido donde anotó su primer gol internacional. Su último partido lo jugó el 21 de noviembre de 1999 en una derrota por 0-3 ante Senegal en un partido amistoso en Dakar. Participó en cuatro ediciones de la Copa Africana de Naciones donde fue campeón en la edición de 1992.

## Tras el retiro
Al retirarse como futbolista pasó a participar en la primera guerra civil de Costa de Marfil junto a Charles Blé Goudé, Richard Dakouri y Ahoua Stallone. En 2004 funda el Centre de Formation Joël Tiéhi
En 2022 la revista So Foot lo colocó entre los mejores 1000 futbolistas del campeonato de Francia, en la posición 892.

## Logros

### Club
- Copa de la Liga de Francia (1): 1994

### Selección nacional
- Copa Africana de Naciones (1): 1992

### Individual
- Equipo Ideal de la Copa Africana de Naciones 1994.
- Goleador del Championnat National en 1997 (22 goles).